# Протасов, Андрей Георгиевич
Андрей Георгиевич Протасов (12 (25 августа) 1915 Одесса, Херсонская губерния, Российская империя — 4 марта 1989, Москва, СССР) — советский футболист (нападающий), тренер по футболу, хоккею с шайбой, хоккею с мячом и хоккею на траве. Чемпион СССР 1939 года. Победитель Кубка СССР 1939 года.
Скончался 4 марта 1989 года в Москве. Похоронен на 2-м участке Ваганьковского кладбища в Москве.

## Карьера игрока
Воспитанник команды Одесского морского техникума. Начал карьеру в 1935 году в команде «Одесского завода тяжёлого краностроения им. Январского восстания» (в просторечии — «Январка» или «Январцы»). В следующем году перешёл в ростовскую команду «Буревестник». В 1937 году играл в составе сборной команды Ростова-на-Дону. Сезон 1938 года начал игроком клуба «Динамо» (Ростов-на-Дону), выступавшем в показательных соревнованиях команд мастеров, как тогда назывался высший дивизион чемпионата СССР по футболу. В том же году перешёл в московскую команду ЦДКА, в составе которой завоевал серебряные медали чемпионата СССР.
Игроком московского «Спартака» стал в 1939 году. Первый матч за основной состав красно-белых провёл 18 мая. Первый гол в составе «Спартака» забил 16 июня. В 1939 году стал чемпионом СССР, а в следующем году завоевал бронзовые медали чемпионата СССР. Всего сыграл за «Спартак» 40 матчей, в том числе 34 в чемпионате СССР и 6 в розыгрыше Кубка СССР. дважды выходил на замену. Забил 12 голов. В 1939—1940 годах был членом сборной Москвы.
Весной 1942 года был игроком в московской команды «Строитель», а осенью того же года играл за московскую команду Н-ской части. 1945 год начал в команде города Песочный. По окончании ВОВ стал игроком московской команды МВО, выступавшей во второй группе первенства СССР. В 1947 году перешёл в клуб первой группы «Крылья Советов» из Москвы. В июле того же года перешёл в челябинский «Дзержинец», игравший во второй группе. В 1950 году стал игроком клуба «Металлург» из Сталинска (ныне Новокузнецк). По окончании сезона 1950 года завершил карьеру футболиста.

## Тренерская карьера
- 1948—1949 — главный тренер клуба «Дзержинец» (Челябинск).
- Январь — июнь 1951 — тренер команды «Спартак» (Вильнюс).
- Июль — декабрь 1951 — главный тренер команды «Спартак» (Вильнюс).
- 1952— тренер команды «Спартак» (Вильнюс).
- 1954—1955 — тренер хоккейной команды «Крылья Советов» (Раменское, М. о.).
- 1956 — апрель 1961 — главный тренер команды по хоккею с мячом «Урожай» (Перово, М. о.).
- 1956—1958 — тренер команды по хоккею на траве «Урожай» (Перово, М. о.).
- 1958 — главный тренер сборной Московской области по хоккею с мячом на Спартакиаде народов РСФСР.
- 1962—1963 — тренировал хоккейные команды.
- 1964 — тренер юношеской команды Солнечногорского механического завода.
- Январь — июнь 1968 — главный тренер клуба класса «Б» «Уралан» (Элиста).
- Июль 1968—1969 — главный тренер команды класса «Б» «Труд» (позднее «Шелковик» (Наро-Фоминск).
- 1970—1971 — главный тренер футбольной команды КФК «Урожай» (совхоз «Останкино», Дмитровский район, Московская область).

## Статистика выступлений
Данные по матчам и забитым мячам не всегда полные. Неполные данные обозначаются знаком ↑.
| Клуб                      | Сезон                    | Лига | Лига | Кубок | Кубок | Итого | Итого |
| Клуб                      | Сезон                    | Игры | Голы | Игры  | Голы  | Игры  | Голы  |
| ------------------------- | ------------------------ | ---- | ---- | ----- | ----- | ----- | ----- |
| «Динамо» (Ростов-на-Дону) | 1938                     | 2    | 2    | 0     | 0     | 2     | 2     |
| «Динамо» (Ростов-на-Дону) | Итого                    | 2    | 2    | 0     | 0     | 2     | 2     |
| ЦДКА (Москва)             | 1938                     | 16   | 4    | 0     | 0     | 16    | 4     |
| ЦДКА (Москва)             | Итого                    | 16   | 4    | 0     | 0     | 16    | 4     |
| "Спартак (Москва)         | 1939                     | 17   | 5    | 6     | 2     | 23    | 7     |
| "Спартак (Москва)         | 1940                     | 16   | 5    | 0     | 0     | 16    | 5     |
| "Спартак (Москва)         | 1941                     | 1    | 0    | 0     | 0     | 1     | 0     |
| "Спартак (Москва)         | Итого                    | 34   | 10   | 6     | 2     | 40    | 16    |
| МВО (Москва)              | 1945                     | ?    | ?    | 0     | 0     | ?     | 0     |
| МВО (Москва)              | 1946                     | 17   | ?    | 0     | 0     | 17    | ?     |
| МВО (Москва)              | Итого                    | 17↑  | ?    | ?     | 0     | 17↑   | ?     |
| «Крылья Советов» (Москва) | 1947                     | 4    | 1    | 0     | 0     | 4     | 1     |
| «Крылья Советов» (Москва) | Итого                    | 4    | 1    | 0     | 0     | 4     | 1     |
| «Дзержинец» (Челябинск)   | 1947                     | 10   | 2    | 0     | 0     | 10    | 2     |
| «Дзержинец» (Челябинск)   | 1948                     | 27   | 5    | 0     | 0     | 27    | 5     |
| «Дзержинец» (Челябинск)   | 1949                     | 28   | 6    | 0     | 0     | 28    | 6     |
| «Дзержинец» (Челябинск)   | Итого                    | 65   | 13   | 0     | 0     | 65    | 13    |
| «Металлург» (Сталинск)    | 1950                     | ?    | ?    | 0     | 0     | ?     | ?     |
| «Металлург» (Сталинск)    | Итого                    | ?    | ?    | 0     | 0     | ?     | ?     |
| Всего в высшем дивизионе  | Всего в высшем дивизионе | 56   | 17   | 6     | 2     | 62    | 19    |

1. ↑  Количество игр и голов за клуб в различных лигах чемпионата СССР
2. ↑  Количество игр и голов за клуб в розыгрыше Кубка СССР

## Достижения
- Чемпион СССР 1939 года.
- Победитель Кубка СССР 1939 года.
- Серебряный призёр чемпионата СССР 1938 года.
- Бронзовый призёр чемпионата СССР 1940 года.
- Чемпион РСФСР по хоккею с мячом 1957 года с командой «Урожай» (Перово).
- Бронзовый призёр Спартакиады народов РСФСР 1958 года со сборной Московской области по хоккею с мячом.
- Победитель российского турнира «Золотой Колос» (чемпионат ДСО «Урожай») в августе 1970 года с командой «Урожай» (Останкино).